# Lac Du Bonnet Airport
Lac Du Bonnet Airport (engelska: Lac du Bonnet Airport) är en flygplats i Kanada.   Den ligger i provinsen Manitoba, i den sydöstra delen av landet, 1 600 km väster om huvudstaden Ottawa. Lac Du Bonnet Airport ligger 255 meter över havet. Den ligger vid sjön Lac du Bonnet.
Terrängen runt Lac Du Bonnet Airport är mycket platt. Runt Lac Du Bonnet Airport är det mycket glesbefolkat, med 2 invånare per kvadratkilometer.. Närmaste större samhälle är Lac du Bonnet, 5,8 km sydväst om Lac Du Bonnet Airport.
Omgivningarna runt Lac Du Bonnet Airport är en mosaik av jordbruksmark och naturlig växtlighet.